# لارناک (ویرجینیای غربی)
لارناک (به انگلیسی: Lanark) یک منطقهٔ مسکونی در ایالات متحده آمریکا است که در شهرستان رالی، ویرجینیای غربی واقع شده‌است. لارناک ۷۰۵٫۹۳ متر بالاتر از سطح دریا واقع شده‌است.